# 1000 Dollar Kopfgeld
1000 Dollar Kopfgeld ist ein 1971 von Lorenzo Gicca Palli (unter dem Pseudonym Vincent Thomas) gedrehter Italo-Western. Unter den Italowestern ist er einer der wenigen, welcher auf einer Kriminalhandlung basiert. Der Film lief auch unter den Titeln Sarg der blutigen Stiefel und Sarg der blutigen Rache.

## Handlung
Die Tochter einer mexikanischen Bauernfamilie wird getötet. Zeitgleich kommt es in einem Saloon zu einer Schießerei, bei der zwei Bewohner und zwei flüchtende Halunken sterben. Schnell wird mit Chester Conway der vermeintlich Schuldige gefunden. Obwohl die Saloonbesitzerin Polly den Beschuldigten Conway verachtet, sammelt sie Geld, um damit Mister Silver anzuheuern, der als eine Mischung aus Detektiv und Auftragskiller zurückgezogen in einem abgelegenen Städtchen lebt.
Während der Ermittlungen machen sich viele Bürger der Stadt äußerst verdächtig – einige werden erschossen oder kommen auf seltsame Weise ums Leben. Schließlich stellt Mister Silver den wirklichen Täter noch vor der geplanten Hinrichtung von Chester Conway: Reverend Tiller hat eine dunkle Vergangenheit.

## Kritiken
- „Billig gemachter Trash-Western“[1]

- „In dieser Krimi-Western-Kombination agiert Garko eher wie James Bond und nicht als Sartana. Ein kreatives Drehbuch und ein gut aufgelegter Kinski lassen diesen Film etwas Besonderes an sich haben“[2]

„Klischeefiguren bevölkern die unübersichtliche Geschichte, dümmliche Dialoge wechseln ab mit Prügel- und Schießszenen zwischen billigen Kulissen.“

## Synchronisation
- Gianni Garko: Manfred Schott
- Klaus Kinski: Werner Uschkurat
- Luciano Pigozzi: Manfred Lichtenfeld